# 요시다번 (미카와국)
요시다 번(일본어: 吉田藩 요시다한[*])은 일본 에도 시대 미카와국 요시다 주변을 지배했던 번으로, 지금의 아이치현 도요하시시 이마하시정(今橋町)에 위치했다. 이요국의 요시다번과 구분하기 위해 미카와 요시다 번(三河吉田藩)으로 표기하는 경우도 있으며, 이와 같은 이름의 혼동을 피하기 위해 메이지 유신 이후에 도요하시 번(豊橋藩)으로 개칭되었다. 번청은 요시다성이다.

## 역대 번주
다케노야 마쓰다이라 가문
1. 마쓰다이라 이에키요(松平家清) 재위 1600년 ~ 1610년
2. 마쓰다이라 다다키요(松平忠清) 재위 1610년 ~ 1612년

후코즈 마쓰다이라 가문
1. 마쓰다이라 다다토시(松平忠利) 재위 1612년 ~ 1632년
2. 마쓰다이라 다다후사(松平忠房) 재위 1632년

미즈노 가문(누마즈 번주 계통)
1. 미즈노 다다키요(水野忠清) 재위 1632년 ~ 1642년

미즈노 가문(야마가타번주 계통)
1. 미즈노 다다요시(水野忠善) 재위 1642년 ~ 1645년

오가사와라 가문
1. 오가사와라 다다토모(小笠原忠知) 재위 1645년 ~ 1663년
2. 오가사와라 나가노리(小笠原長矩) 재위 1663년 ~ 1678년
3. 오가사와라 나가스케(小笠原長祐) 재위 1678년 ~ 1690년
4. 오가사와라 나가시게(小笠原長重) 재위 1690년 ~ 1697년

구제 가문
1. 구제 시게유키(久世重之) 재위 1697년 ~ 1705년

마키노 가문
1. 마키노 나리하루(牧野成春) 재위 1705년 ~ 1707년
2. 마키노 나리나카(牧野成央) 재위 1707년 ~ 1712년

오코치 마쓰다이라 가문
1. 마쓰다이라 노부토키(松平信祝) 재위 1712년 ~ 1729년

혼조 마쓰다이라 가문
1. 마쓰다이라 스케쿠니(松平資訓) 재위 1729년 ~ 1749년

오코치 마쓰다이라 가문(재봉)
1. 마쓰다이라 노부나오(松平信復) 재위 1749년 ~ 1768년
2. 마쓰다이라 노부우야(松平信礼) 재위 1768년 ~ 1770년
3. 마쓰다이라 노부아키라(松平信明) 재위 1770년 ~ 1817년
4. 마쓰다이라 노부요리(松平信順) 재위 1817년 ~ 1842년
5. 마쓰다이라 노부토미(松平信宝) 재위 1842년 ~ 1844년
6. 마쓰다이라 노부아키(松平信璋) 재위 1844년 ~ 1849년
7. 마쓰다이라 노부히사(松平信古) 재위 1849년 ~ 1871년 (유신 후 오코치 씨(大河内氏)로 복성)